# Adolfo Bielli
Adolfo Alberto Bielli (Buenos Aires, 15 giugno 1940) è un ex calciatore argentino.

## Palmarès

### Nazionale
- Taça das Nações: 1

1964